# Odisha Football Club 2024-2025
Questa voce raccoglie le informazioni riguardanti l'Odisha nelle competizioni ufficiali della stagione 2024-2025.

## Maglie e sponsor
| Casa |

## Organico

### Rosa
| N. |                    | Ruolo | Calciatore              |
| -- | ------------------ | ----- | ----------------------- |
| 1  | India (bandiera)   | P     | Amrinder Singh          |
| 3  | India (bandiera)   | D     | Narender Gahlot         |
| 4  | India (bandiera)   | D     | Amey Ranawade           |
| 5  | Spagna (bandiera)  | D     | Carlos Delgado          |
| 6  | India (bandiera)   | C     | Rohit Kumar             |
| 7  | India (bandiera)   | C     | Lalthathanga Khawlhring |
| 8  | Francia (bandiera) | C     | Hugo Boumous            |
| 9  | Brasile (bandiera) | A     | Diego Maurício          |
| 10 | Marocco (bandiera) | C     | Ahmed Jahouh            |
| 11 | India (bandiera)   | C     | Raynier Fernandes       |
| 12 | India (bandiera)   | D     | Jeremy Zohminghlua      |
| 13 | India (bandiera)   | P     | Manas Dubey             |
| 15 | Senegal (bandiera) | D     | Mourtada Fall           |
| 17 | India (bandiera)   | C     | Jerry Mawihmingthanga   |
| 18 | India (bandiera)   | D     | Jerry Lalrinzuala       |

| N. |                    | Ruolo | Calciatore               |
| -- | ------------------ | ----- | ------------------------ |
| 19 | India (bandiera)   | C     | Isak Vanlalruatfela      |
| 21 | Figi (bandiera)    | A     | Roy Krishna              |
| 22 | India (bandiera)   | C     | Givson Singh             |
| 23 | India (bandiera)   | P     | Anuj Kumar               |
| 24 | India (bandiera)   | C     | Thoiba Singh Moirangthem |
| 25 | India (bandiera)   | A     | Rahim Ali                |
| 28 | India (bandiera)   | D     | Saviour Gama             |
| 29 | India (bandiera)   | A     | Ashangbam Aphaoba Singh  |
| 30 | India (bandiera)   | D     | Ricky Meetei             |
| 31 | India (bandiera)   | P     | Kamaljit Singh           |
| 33 | India (bandiera)   | D     | Subham Bhattacharya      |
| 39 | India (bandiera)   | D     | Narendra Naik            |
| 45 | India (bandiera)   | D     | Tankadhar Bag            |
| 77 | India (bandiera)   | A     | Rahul Kannoly Praveen    |
| 90 | Brasile (bandiera) | A     | Dorielton                |

### Altri giocatori
| N. |                  | Ruolo | Calciatore  |
| -- | ---------------- | ----- | ----------- |
| 13 | India (bandiera) | P     | Niraj Kumar |

| N. |  | Ruolo | Calciatore |
| -- |  | ----- | ---------- |

### Staff tecnico
- Sergio Lobera - Allenatore
- Pepe Losada - Vice allenatore / Allenatore condizione
- Anthony Fernandes - Vice allenatore

## Calciomercato
| Acquisti | Acquisti                 | Acquisti                 | Acquisti   |
| R.       | Nome                     | da                       | Modalità   |
| -------- | ------------------------ | ------------------------ | ---------- |
| P        | Amrinder Singh           |                          |            |
| P        | Niraj Kumar              |                          |            |
| P        | Anuj Kumar               |                          |            |
| P        | Kamaljit Singh           |                          | Svincolato |
| D        | Carlos Delgado           |                          |            |
| D        | Jerry Lalrinzuala        |                          |            |
| D        | Amey Ranawade            |                          |            |
| D        | Narender Gahlot          |                          |            |
| D        | Mourtada Fall            |                          |            |
| D        | Thoiba Singh Moirangthem |                          |            |
| D        | Tankadhar Bag            |                          |            |
| D        | Jeremy Zohminghlua       | Hyderabad                | Definitivo |
| D        | Saviour Gama             |                          | Svincolato |
| D        | Ricky Meetei             | Bengaluru                | Prestito   |
| D        | Subham Bhattacharya      | Template:Calcio Odisha B | Definitivo |
| C        | Rohit Kumar              | Bengaluru                | Definitivo |
| C        | Hugo Boumous             | Mohun Bagan SG           | Definitivo |
| C        | Raynier Fernandes        | FC Goa                   | Prestito   |
| C        | Pungte Lapung            |                          |            |
| C        | Isak Vanlalruatfela      |                          |            |
| C        | Lalthathanga Khawlhring  |                          |            |
| C        | Jerry Mawihmingthanga    |                          |            |
| C        | Ahmed Jahouh             |                          |            |
| C        | Givson Singh             |                          | Svincolato |
| C        | Narendra Naik            | Template:Calcio Odisha B | Definitivo |
| A        | Roy Krishna              |                          |            |
| A        | Ashangbam Aphaoba Singh  |                          |            |
| A        | Diego Maurício           |                          |            |
| A        | Rahim Ali                | Chennaiyin               | Definitivo |

| Cessioni | Cessioni               | Cessioni                 | Cessioni      |
| R.       | Nome                   | a                        | Modalità      |
| -------- | ---------------------- | ------------------------ | ------------- |
| P        | Lalthuammawia Ralte    | Bengaluru                | Definitivo    |
| D        | Sahil Panwar           |                          | Svincolato    |
| D        | Deven Sawhney          | Dempo                    | Definitivo    |
| D        | Laldinliana Renthlei   |                          | Svincolato    |
| D        | Paogoumang Singson     | Mohammedan               | Definitivo    |
| C        | Princeton Rebello      |                          | Svincolato    |
| C        | Vignesh Dakshinamurthy | Hyderabad                | Fine prestito |
| C        | Michael Soosairaj      |                          | Svincolato    |
| C        | Givson Singh           | Kerala Blasters          | Fine prestito |
| C        | Paul Ramfangzauva      | Template:Calcio Odisha B | Definitivo    |
| C        | Hitesh Sharma          | Mumbai City              | Prestito      |
| C        | Lalliansanga Renthlei  | Template:Calcio Odisha B | Definitivo    |
| C        | Pungte Lapung          | Template:Calcio Odisha B | Definitivo    |
| C        | Lenny Rodrigues        |                          | Svincolato    |
| A        | Cy Goddard             |                          | Svincolato    |
| A        | Aniket Jadhav          |                          | Svincolato    |
| A        | Pranjal Bhumij         |                          | Svincolato    |

### Mercato invernale
| Acquisti | Acquisti              | Acquisti        | Acquisti   |
| R.       | Nome                  | da              | Modalità   |
| -------- | --------------------- | --------------- | ---------- |
| P        | Manas Dubey           | Shillong Lajong | Definitivo |
| A        | Dorielton             | Forca Kochi     | Definitivo |
| A        | Rahul Kannoly Praveen | Kerala Blasters | Definitivo |

| Cessioni | Cessioni           | Cessioni        | Cessioni   |
| R.       | Nome               | a               | Modalità   |
| -------- | ------------------ | --------------- | ---------- |
| P        | Niraj Kumar        |                 | Svincolato |
| P        | Kamaljit Singh     | Kerala Blasters | Definitivo |
| D        | Jeremy Zohminghlua | Diamond Harbour | Prestito   |
| C        | Givson Singh       |                 | Svincolato |
| C        | Ahmed Jahouh       |                 | Svincolato |

## Risultati

### Indian Super League
| Arbitro: | Purkayastha A. |

|                                            |           |                                            |
| Diego Maurício 9’ (Rig.) Roy Krishna 90+5’ | Marcatori | 48’, 51’ Farukh Choudhary 69’ Daniel Chima |

| Arbitro: | Mohamed J. |

|                                      |           |                         |
| Nihal Sudeesh 28’ Leon Augustine 89’ | Marcatori | 90+6’ (A.g.) Ravi Kumar |

| Arbitro: | Nathan S. |

|                                      |           |                          |
| Diego Maurício 20’ Mourtada Fall 42’ | Marcatori | 62’ (A.g.) Mourtada Fall |

| Arbitro: | Kundu H. |

|                                               |           |                                    |
| Alexandre Coeff 29’ (A.g.) Diego Maurício 36’ | Marcatori | 18’ Noah Sadaoui 21’ Jesús Jiménez |

| Arbitro: | Ramdasan K. |

|                                   |           |                                   |
| Roy Krishna 22’ Mourtada Fall 69’ | Marcatori | 45+4’ (Rig.) Dīmītrīs Diamantakos |

| Arbitro: | Kumar Gupta R. |

|                   |           |                 |
| Nikos Karelīs 23’ | Marcatori | 14’ Roy Krishna |

| Guwahati 3 novembre 2024, ore 12:30 UTC+5:30 8ª giornata                                                                 | NorthEast Utd | 3 – 2 referto                       | Odisha | Indira Gandhi Athletic Stadium |
| \| \| \| \| \| Alaeddine Ajaraie 12’, 40’ Guillermo Fernández 72’ \| Marcatori \| 60’ Hugo Boumous 83’ Diego Maurício \| |               |                                     |        |                                |
| |               |                                     |        |                                |
| Alaeddine Ajaraie 12’, 40’ Guillermo Fernández 72’                                                                       | Marcatori     | 60’ Hugo Boumous 83’ Diego Maurício |        |                                |

| Bhubaneswar 10 novembre 2024, ore 15:00 UTC+5:30 9ª giornata       | Odisha    | 1 – 1 referto    | Mohun Bagan SG | Kalinga Stadium (10 814 spett.) |
| \| \| \| \| \| Hugo Boumous 4’ \| Marcatori \| 36’ Manvir Singh \| |           |                  |                |                                 |
|                                                                    |           |                  |                |                                 |
| Hugo Boumous 4’                                                    | Marcatori | 36’ Manvir Singh |                |                                 |

| Arbitro: | Ramdasan K. |

|  |           | |
|  | Marcatori | 12’ Isak Vanlalruatfela 30’ Diego Maurício 51’ (A.g.) Lalbiakhlua Jongte 70’ Mourtada Fall 75’ Lalthathanga Khawlhring 89’ Rahim Ali |

| Arbitro: | Purkayastha A. |

|                                                                       |           |                                    |
| Jerry Mawihmingthanga 10’ Mourtada Fall 27’ Diego Maurício 45+3’, 60’ | Marcatori | 52’ Sunil Chhetri 88’ Édgar Méndez |

| Bhubaneswar 5 dicembre 2024, ore 15:00 UTC+5:30 12ª giornata | Odisha      | 0 – 0 referto | Mumbai City | Kalinga Stadium\| Arbitro: \| Banerjee P. \| |
| Arbitro:                                                     | Banerjee P. |               |             |                                              |

| Arbitro: | Nagvenkar T. |

|                   |           |                                            |
| Lalchungnunga 53’ | Marcatori | 56’ Jerry Mawihmingthanga 81’ Hugo Boumous |

| Calcutta 27 dicembre 2024, ore 15:00 UTC+5:30 14ª giornata | Mohammedan   | 0 – 0 referto | Odisha | Kishore Bharati Krirangan (2 177 spett.)\| Arbitro: \| Venkatesh R. \| |
| Arbitro:                                                   | Venkatesh R. |               |        |                                                                        |

| Arbitro: | Banerjee P. |

|                                                   |           |                                                                      |
| Ahmed Jahouh 29’ (Rig.) Jerry Mawihmingthanga 88’ | Marcatori | 8’, 53’ Brison Fernandes 45+2’ Udanta Singh 56’ (A.g.) Amey Ranawade |

| Chennai 9 gennaio 2025, ore 15:00 UTC+5:30 16ª giornata                                                | Chennaiyin | 2 – 2 referto                             | Odisha | Marina Arena (4 719 spett.) |
| \| \| \| \| \| Wilmar Jordán Gil 48’, 53’ \| Marcatori \| 80’ Dorielton 90+7’ (A.g.) Mohammad Nawaz \| |            |                                           |        |                             |
| |            |                                           |        |                             |
| Wilmar Jordán Gil 48’, 53’                                                                             | Marcatori  | 80’ Dorielton 90+7’ (A.g.) Mohammad Nawaz |        |                             |

| Arbitro: | Kundu H. |

|                                                       |           |                                        |
| Kwame Peprah 60’ Jesús Jiménez 73’ Noah Sadaoui 90+5’ | Marcatori | 4’ Jerry Mawihmingthanga 80’ Dorielton |

| Arbitro: | Mondal P. |

|                                        |           |                                                                 |
| Édgar Méndez 9’ (10) Sunil Chhetri 13’ | Marcatori | 29’ (Rig.), 38’ (Rig.) Diego Maurício 50’ Jerry Mawihmingthanga |

| Arbitro: | Nathan S. |

|                                                        |           |                            |
| Thoiba Singh Moirangthem 79’ Isak Vanlalruatfela 90+4’ | Marcatori | 67’, 83’ Alaeddine Ajaraie |

| Arbitro: | Venkatesh R. |

|                                              |           |                           |
| Brison Fernandes 29’ Hugo Boumous 47’ (A.g.) | Marcatori | 54’ Rahul Kannoly Praveen |

| Arbitro: | Kumar A. |

|                         |           |                          |
| Isak Vanlalruatfela 52’ | Marcatori | 45+2’ Petros Giakoumakīs |

| Arbitro: | Nagvenkar T. |

|                                                  |           |                  |
| Mourtada Fall 47’ Hugo Boumous 49’ Rahim Ali 70’ | Marcatori | 30’ Stefan Šapić |

| Arbitro: | Kundu H. |

|                        |           |  |
| Dimitri Petratos 90+3’ | Marcatori |  |

| Bhubaneswar 28 febbraio 2025, ore 15:00 UTC+5:30 24ª giornata | Odisha       | 0 – 0 referto | Mohammedan | Kalinga Stadium\| Arbitro: \| Venkatesh R. \| |
| Arbitro:                                                      | Venkatesh R. |               |            |                                               |

| Arbitro: | Nagvenkar T. |

|                                            |           |                                     |
| Jordan Murray 84’ (Rig.) Stephen Eze 90+1’ | Marcatori | 21’ Dorielton 37’, 53’ Hugo Boumous |

#### Andamento in campionato
| Giornata  | 1  | 2  | 3  | 4 | 5  | 6 | 7 | 8 | 9  | 10 | 11 | 12 | 13 | 14 | 15 | 16 | 17 | 18 | 19 | 20 | 21 | 22 | 23 | 24 | 25 | 26 |
| --------- | -- | -- | -- | - | -- | - | - | - | -- | -- | -- | -- | -- | -- | -- | -- | -- | -- | -- | -- | -- | -- | -- | -- | -- | -- |
| Luogo     | C  | T  | C  | C | X  | C | T | T | C  | T  | C  | C  | T  | T  | C  | T  | T  | T  | C  | T  | C  | C  | T  | C  | T  | X  |
| Risultato | P  | P  | V  | N | X  | V | N | P | N  | V  | V  | N  | V  | N  | P  | N  | P  | V  | N  | P  | N  | V  | P  | N  | V  | X  |
| Posizione | 13 | 12 | 10 | 9 | 10 | 7 | 9 | 9 | 10 | 8  | 5  | 7  | 5  | 6  | 7  | 7  | 7  | 7  | 7  | 7  | 7  | 7  | 7  | 7  | 6  | 7  |

Legenda:

Luogo: C = Casa; T = Trasferta. Risultato: V = Vittoria; N = Pareggio; P = Sconfitta.

### Super Cup
| Bhubaneswar 21 aprile 2025, ore 16:30 UTC+5:30 Ottavi di finale                         | Odisha    | 0 – 3 referto                                         | Punjab FC | Kalinga Stadium (4 932 spett.) |
| \| \| \| \| \| \| Marcatori \| 14’ Asmir Suljić 69’ Ezequiel Vidal 90’ Nihal Sudeesh \| |           |                                                       |           |                                |
|                                                                                         |           |                                                       |           |                                |
|                                                                                         | Marcatori | 14’ Asmir Suljić 69’ Ezequiel Vidal 90’ Nihal Sudeesh |           |                                |

### Durand Cup
Nella competizione viene schierata la squadra riserve, con l'aggiunta di Jeremy Zohminghlua, allenata da Amit Rana.
| Arbitro: | Surojit Das |

|                                                                            |           |  |
| Rahul Mukhi 50’ Ashangbam Singh 56’ Givson Singh 58’, 78’ Roshan Panna 77’ | Marcatori |  |

| Arbitro: | Lalit Singh Rawat |

|                                      |           |  |
| Dilliram Sanyasi 42’ Mardi Arjun 88’ | Marcatori |  |

| Arbitro: | I Jamal Mohamed |

|                                                                                    |           |                        |
| Jithin MS 17’, 20’ Tankadhar Bag 56’ (A.g.) Guillermo Fernández 76’ Thoi Singh 86’ | Marcatori | 64’ Paogoumang Singson |

#### Andamento in campionato
| Giornata  | 1 | 2 | 3 |  |
| --------- | - | - | - |  |
| Luogo     | C | T | T |  |
| Risultato | V | P | P |  |
| Posizione | 1 | 3 | 3 |  |

Legenda:

Luogo: C = Casa; T = Trasferta. Risultato: V = Vittoria; N = Pareggio; P = Sconfitta.

### Bandodkar Trophy
| Margao 25 agosto 2024, ore 17:30 UTC+5:30 1ª giornata                                            | Odisha    | 2 – 1 referto         | Defensa y Justicia | Fatorda Stadium |
| \| \| \| \| \| Carlos Delgado 68’ Raynier Fernandes 79’ \| Marcatori \| 48’ Juan Cruz Vergara \| |           |                       |                    |                 |
|                                                                                                  |           |                       |                    |                 |
| Carlos Delgado 68’ Raynier Fernandes 79’                                                         | Marcatori | 48’ Juan Cruz Vergara |                    |                 |

| Arbitro: | David Rebello |

|                           |           |  |
| Diego Maurício 40’ (Rig.) | Marcatori |  |

| Margao 31 agosto 2024, ore 12:30 UTC+5:30 3ª giornata                                                                  | Churchill Brothers | 0 – 6 referto                                                                        | Odisha | Fatorda Stadium |
| \| \| \| \| \| \| Marcatori \| 21’, 29’, 36’ Roy Krishna 43’ Ashangbam Aphaoba Singh 86’, 90’ Jerry Mawihmingthanga \| |                    |                                                                                      |        |                 |
| |                    |                                                                                      |        |                 |
| | Marcatori          | 21’, 29’, 36’ Roy Krishna 43’ Ashangbam Aphaoba Singh 86’, 90’ Jerry Mawihmingthanga |        |                 |

#### Andamento in campionato
| Giornata  | 1 | 2 | 3 |  |
| --------- | - | - | - |  |
| Luogo     | C | C | T |  |
| Risultato | V | V | V |  |
| Posizione | 2 | 1 | 1 |  |

Legenda:

Luogo: C = Casa; T = Trasferta. Risultato: V = Vittoria; N = Pareggio; P = Sconfitta.

### Semifinali
| Arbitro: | Sunil Nanodkar |

|                       |           |                       |
| Hugo Boumous 16’, 61’ | Marcatori | 66’ Thomas Waddingham |

### Finale
| Arbitro: | Tejas Nagvenkar |

|                                                 |                      |                                                        |
| Armando Sadiku 34’, 88’ (Rig.) Dejan Dražić 41’ | Marcatori            | 18’ Hugo Boumous 49’ (Rig.) Ahmed Jahouh 54’ Rahim Ali |
| Sadiku Herrera Dražić                           | Tiri di rigore 3 – 1 | Maurício Jahouh Boumous Delgado                        |

| Goa | Odisha |

|                  |    |                         |     |     |     |
|                  |    |                         |     |     |     |
| GK               | 25 | Laxmikant Kattimani     |     |     |     |
| CB               | 30 | Nim Dorjee Tamang       |     |     |     |
| CB               | 27 | Aakash Sangwan          |     |     |     |
| CB               | 16 | Odei Onaindia (c)       |     |     |     |
| RM               | 42 | Brison Fernandes        |     | 77’ |     |
| CM               | 26 | Borja Herrera           | 52’ |     |     |
| CM               | 18 | Rowllin Borges          |     | 82’ |     |
| CM               | 17 | Boris Singh Thangjam    |     |     |     |
| CM               | 14 | Ayush Dev Chhetri       |     | 77’ |     |
| LM               | 8  | Dejan Dražić            |     |     |     |
| FW               | 9  | Armando Sadiku          |     |     |     |
| A disposizione:  |    |                         |     |     |     |
| MF               | 4  | Carl McHugh             |     |     |     |
| MF               | 5  | Muhammad Hammad         |     |     |     |
| MF               | 12 | Vellington Fernandes    |     |     |     |
| MF               | 15 | Sahil Tavora            |     | 77’ |     |
| MF               | 19 | Alan Saji               |     | 77’ | 82’ |
| FW               | 22 | Lalthangliana           |     |     |     |
| DF               | 24 | Balkaran Singh          |     |     |     |
| MF               | 44 | Muhammed Nemil          |     | 82’ |     |
| GK               | 45 | Bob Jackson             |     |     |     |
| DF               | 99 | Yanglem Sanatomba Singh |     | 82’ |     |
| Allenatore:      |    |                         |     |     |     |
| Gouramangi Singh |    |                         |     |     |     |

|                 |    |                          |       |     |
|                 |    |                          |       |     |
| GK              | 23 | Anuj Kumar               |       |     |
| RB              | 4  | Amey Ranawade            | 21’   |     |
| DF              | 5  | Carlos Delgado (c)       |       |     |
| DF              | 15 | Mourtada Fall            |       |     |
| LB              | 28 | Saviour Gama             |       | 46’ |
| CM              | 8  | Hugo Boumous             | 45+1’ |     |
| DM              | 10 | Ahmed Jahouh             | 90+5’ |     |
| CM              | 11 | Raynier Fernandes        |       | 67’ |
| RW              | 9  | Diego Maurício           |       |     |
| FW              | 19 | Isak Vanlalruatfela      |       |     |
| LW              | 25 | Rahim Ali                |       |     |
| A disposizione: |    |                          |       |     |
| DF              | 3  | Narender Gahlot          |       |     |
| DF              | 12 | Jeremy Zohminghlua       |       |     |
| GK              | 13 | Niraj Kumar              |       |     |
| MF              | 17 | Jerry Mawihmingthanga    |       |     |
| DF              | 18 | Jerry Lalrinzuala        |       | 46’ |
| MF              | 22 | Givson Singh             |       |     |
| DF              | 24 | Thoiba Singh Moirangthem |       |     |
| FW              | 29 | Ashangbam Aphaoba Singh  |       |     |
| MF              | 39 | Narendra Naik            |       |     |
| MF              | 6  | Rohit Kumar              |       | 67’ |
| Allenatore:     |    |                          |       |     |
| Sergio Lobera   |    |                          |       |     |